# Electrolux (bedrijf)

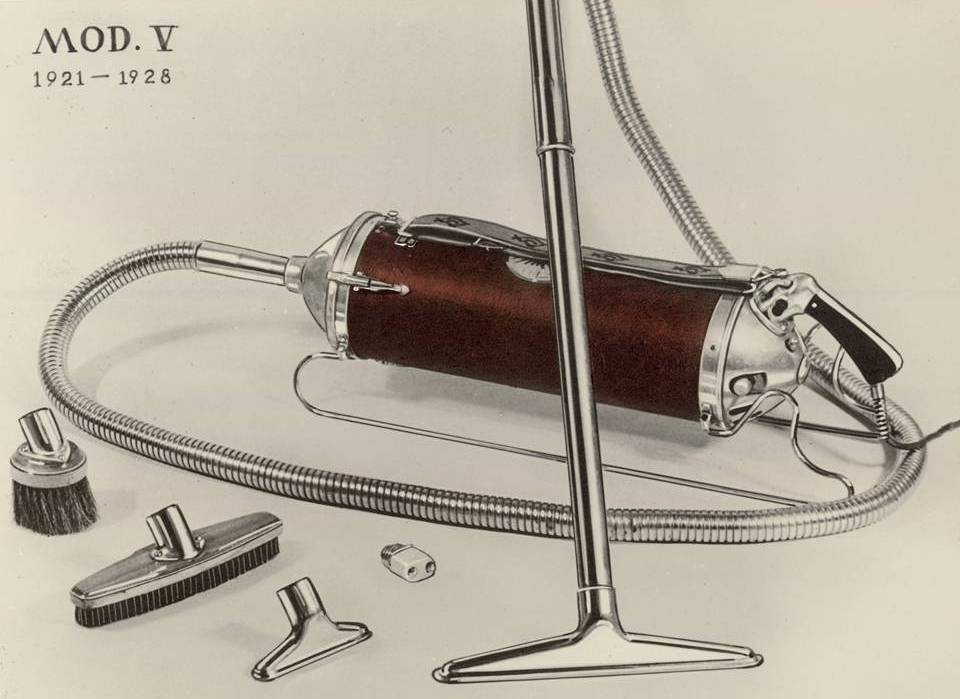
Electrolux-stofzuiger Model V (1921-1928)

Electrolux AB is een Zweeds bedrijf en 's werelds grootste producent van huishoudelijke apparatuur. Producten worden verkocht onder diverse merknamen, waaronder de eigen naam Electrolux, AEG en Frigidaire.

## Geschiedenis
Electrolux is in 1919 ontstaan na de fusie van Elektromekaniska met Lux tot Elektrolux (in 1957 werd de naam gewijzigd in Electrolux). In de jaren zestig raakte Electrolux in het slop. De nieuwe bestuursvoorzitter Hans Werthén was van mening dat Electrolux te klein was vergeleken met de concurrentie in het buitenland en dat het bedrijf daarom flink zou moeten groeien. In de jaren zeventig en tachtig nam Electrolux dan ook vele fabrikanten over. In 1982 werd het verlieslijdende Italiaanse witgoedbedrijf Zanussi overgenomen. Hiermee werd Electrolux een grote producent binnen de sector wereldwijd, al werd nog steeds zo'n 65% van de omzet in Europa behaald. In 1994 werd de huishouddivisie van AEG overgenomen.
In 1986 kocht het bedrijf het Amerikaanse White Consolidated Industries voor zo'n US$ 750 miljoen. Dit was de op twee na grootste fabrikant van huishoudelijke apparatuur na General Electric en Whirlpool. Met de overname kreeg Electrolux belangrijke merknamen in handen als Frigidaire, White Westinghouse, Kelvinator en Gibson.
In de jaren van 1967 tot 1991 deed het bedrijf meer dan 200 overnames. De omzet verachtvoudigde over deze periode. In 1989 telde het bedrijf 153.000 medewerkers.
In september 2014 maakte Electrolux bekend de divisie voor huishoudelijke apparaten van General Electric (GE) te willen kopen voor ruim 2,5 miljard euro. Door de aankoop zou Electrolux zijn positie op de Noord-Amerikaanse markt versterken. In december 2015 werd de transactie afgeblazen vanwege weerstand van toezichthouders. Volgens de Amerikaanse autoriteiten zou de overname leiden tot minder concurrentie op de markt voor huishoudelijke apparatuur. 

## Activiteiten
In 2023 had Electrolux gemiddeld 45.452 mensen in dienst, waarvan 1699 in Zweden. De omzet was 134 miljard Zweedse kronen. Ruim 60% van de omzet wordt behaald met de verkoop van keukenapparatuur en bijna 20% met de verkoop van wasmachines. Europa en Noord-Amerika zijn de belangrijkste geografische afzetmarkten, elk met een aandeel van 34% in de totale omzet. Latijns-Amerika volgt op een derde plaats met een aandeel van 21% in de totale verkopen. De drie belangrijkste merknamen zijn Electrolux, circa 31% van de totale omzet, AEG (13%), Frigidaire (28%) en overige merken (20%). het bedrijf heeft in de afgelopen 10 jaar, acht jaren met winst afgesloten en alleen in 2022 en 2023 leed het bedrijf verlies. Het grote verlies in 2023 werd mede veroorzaakt door een grote buitengewone last van SEK 3,3 miljard voor reorganisaties.
De grootste aandeelhouder is Investor, het investeringsvehikel van de familie Wallenberg. Investor heeft een belang van 17,9% en 30,4% van het stemrecht per 31 december 2023. Er staan A-aandelen en B-aandelen uit, een A-aandeel heeft een stemrecht en een B-aandeel slechts een-tiende stemrecht.

## Enkele Electrolux-merken
- AEG
- Arthur Martin
- Diamant Boart
- Electrolux
- Husqvarna (tot 2006)
- Juno
- Marijnen
- Rex-Electrolux
- Zanussi
- Zanker
- Frigidaire